# Hermann Strampfer

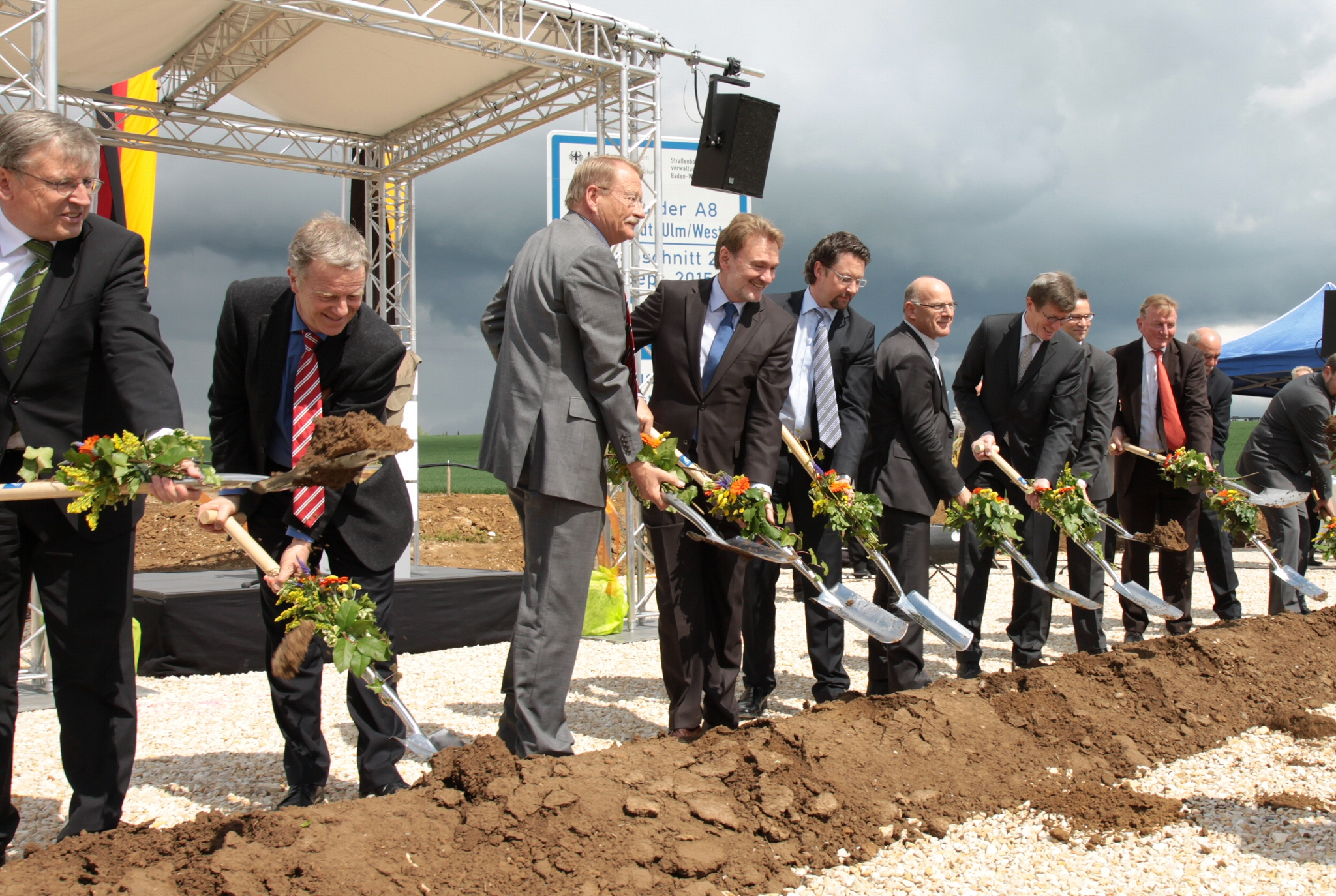
Hermann Strampfer (linker Bildrand) beim symbolischen ersten Spatenstich der Neubaustrecke Wendlingen–Ulm am 7. Mai 2012

Hermann Strampfer (* 12. April 1952 in Schwäbisch Gmünd; † 2. September 2015 in Tübingen) war ein deutscher Jurist und als Verwaltungsbeamter von 2006 bis zu seinem Tode der Regierungspräsident des Regierungsbezirks Tübingen in Baden-Württemberg.
Strampfer, Sohn eines Gastwirts, studierte Rechtswissenschaften und absolvierte seinen Vorbereitungsdienst in der Innenverwaltung des Landes Baden-Württemberg als Dezernent beim Landratsamt Ostalbkreis. 1981 bildete sich Strampfer im Steuerrecht an der Bundesfinanzakademie fort. Von 1983 bis 1984 nahm er die Aufgaben eines Finanzreferenten in der baden-württembergischen Landesvertretung beim Bund in Bonn wahr.
Nach mehreren Aufgaben im Leitungsbereich des Finanzministeriums und bei der Staatsbank Baden-Württembergs (L-Bank) wechselte Strampfer 1996 ins Staatsministerium, wo er bis 2001 Leiter des Referates Haushaltspolitik, Liegenschaften, Beteiligungen und Neue Steuerungsinstrumente war. In dieser Funktion trieb er insbesondere den Fusionsprozess von Landesgirokasse, Südwest-LB und dem Marktteil der L-Bank zur Landesbank Baden-Württemberg voran. Am 1. Januar 2001 wurde Strampfer Abteilungsleiter im Staatsministerium.
Seit Juli 2006 war das CDU-Mitglied Strampfer Regierungspräsident des Regierungsbezirks Tübingen. Auch nach Bildung der grün-roten Landesregierung 2011 blieb er im Amt, übte dieses nach einer Krebsdiagnose ab April 2015 nicht mehr aus. Strampfer verstarb am 2. September 2015 an den Folgen der Erkrankung. Er hinterließ eine Frau und zwei Kinder.
Zu seinem Nachfolger wurde Jörg Schmidt ernannt.